# 산도르 베그
산도르 베그(Sándor Végh, 1912년 5월 17일 – 1997년 1월 7일)는 헝가리인, 훗날 프랑스인, 바이올리니스트, 지휘자이다. 그는 20세기의 위대한 바이올리니스트 중 한 사람으로 가장 잘 알려져 있다.
산도르 베그는 1912년 오스트리아-헝가리 트란실바니아 콜로즈바르에서 태어났다(1920년 이후 루마니아 클루지나포카 ). 그의 부모는 전문 음악가가 아니었지만 특히 민속 음악은 가족 생활의 중요한 부분이었다. 6살 때 그는 바이올린을 받았는데, "그건 피아노보다 더 싸기 때문이다."라고 그는 말한다. 부모님은 내가 나중에 Stradivari를 사기 위해 얼마나 많은 돈을 모아야 하는지 몰랐다.” 그는 1924년 리스트 페렌츠 음악원에 입학하여 예노 후바이에게서 바이올린 공부를 , 졸탄 코다이에게서 작곡을 배웠다. 그는 솔로 바이올리니스트로 경력을 시작했으며 1927년 작곡가의 지휘봉 아래 리하르트 슈트라우스 작품을 연주했다. 1930년 리스트 페렌츠 음악원을 졸업하고 1927년 후바이상과 레메니상을 수상했다.
솔로 경력이 발전하면서 그는 헝가리 트리오에 합류했다. 1934년 헝가리 현악 4중주단의 창립 멤버 중 한 명이 되었다. 그는 처음에 첫 번째 바이올리니스트였으나 Zoltán Székely 에게 그 자리를 넘겨주고 두 번째 자리를 차지했다. 버르토크의 5번 현악 사중주의 헝가리 첫 공연에서 헝가리 현악 4중단주와 함께 참여했다.
Végh는 1940년 헝가리 현악 4중주단을 떠나 자신의 4중주인 베그 4중주단을 설립했다. 1946년 제노바에서 열린 제1회 국제 음악 콩쿠르에서 베그 4중주단이 1위를 수상했다. 그와 4중주는 1946년 헝가리를 떠났다. 4중주는 1970년대 중반까지 콘서트를 계속했다. 그는 또한 바이올리니스트로서 솔로 출연도 했다. 1958년부터 그는 1724년부터 파가니니의 소유였던 자신의 Stradivari를 연주했다.
같은 해(1940년)에 자신의 이름을 딴 4중주단을 결성 하여 부다페스트에 있는 프란츠 리스트 음악원의 교수가 되었고, 1946년 헝가리를 떠날 때까지 그 자리를 지켰다.
1952년 그는 첼리스트 파블로 카잘스를 만났는데, 그는 베그를 스위스 체르마트에서 여름 수업을 하는 데 초대했고(1953~62), 매년 Casals' Prades Festival (1953~69)에 출연하도록 초대했다. 베그 자신이 여러 차례 선언했듯이 바흐의 작품은 그의 삶에서 특별한 역할을 했다.
그는 가르치는 것이 보람을 느꼈고, 바젤 음악원(1953~63), 프라이부르크 (1954~62), 뒤셀도르프 (1962~69), 잘츠부르크의 모차르테움 (1971~97)에서 가르쳤다.
그는 1962년에 체르보 국제 실내악 페스티벌 ( 이탈리아 리구리아 )을 설립했고 그곳에서 자주 지휘했다. 그는 또한 1968년부터 1971년까지 지휘한 산도르 베그 체임버 오케스트라(Sándor Végh Chamber Orchestra)라는 오케스트라를 설립하고 말보로 페스티벌 오케스트라 (1974-77)를 지휘했다. 그리고 1972년 힐러리 턴스톨-베렌스의 초청으로 콘월 ( 영국 )을 방문한 후 국제 음악가 세미나 프러시아 코브 ( 영국 )를 공동 설립했다. 1978년에 그는 Mozarteum에서 Camerata Academica의 지휘자가 되었다. 그들과 함께 그는 1989년 그랑프리 뒤 디스크를 수상한 모차르트의 디베르티멘토와 세레나데를 녹음했다.
베그는 1953년에 프랑스 시민권을 취득했지만 아마도 "음악의 세계 시민"으로 가장 잘 알려져 있을 것이다. 그는 바젤과 1971년부터 취리히 근처의 그라이펜제에서 집을 지었다. 그는 또한 1970년대부터 잘츠부르크에서 살았다.
1997년에 짧은 병을 앓은 후 그는 잘츠부르크 국경 바로 건너편에 있는 프라이라싱(Freilassing)에 있는 병원에서 사망했다. 그의 무덤은 잘츠부르크(Salzburg) 지역의 리퍼링(Liefering)에 있는 오래된 교구 교회 묘지에 있다.

## 참고 문헌
1. ↑  “Elisabet Mortimer: Sándor Végh and the Camerata Academia”.
2. ↑  “Sándor Végh /Notable Alumni Franz Liszt Music Academy”. 2016년 9월 24일에 원본 문서에서 보존된 문서. 2021년 12월 3일에 확인함.
3. ↑  “International Music Seminar Prussia Cove”.
4. ↑  knerger.de: Grave of Sándor Végh in Salzburg.